# Remol

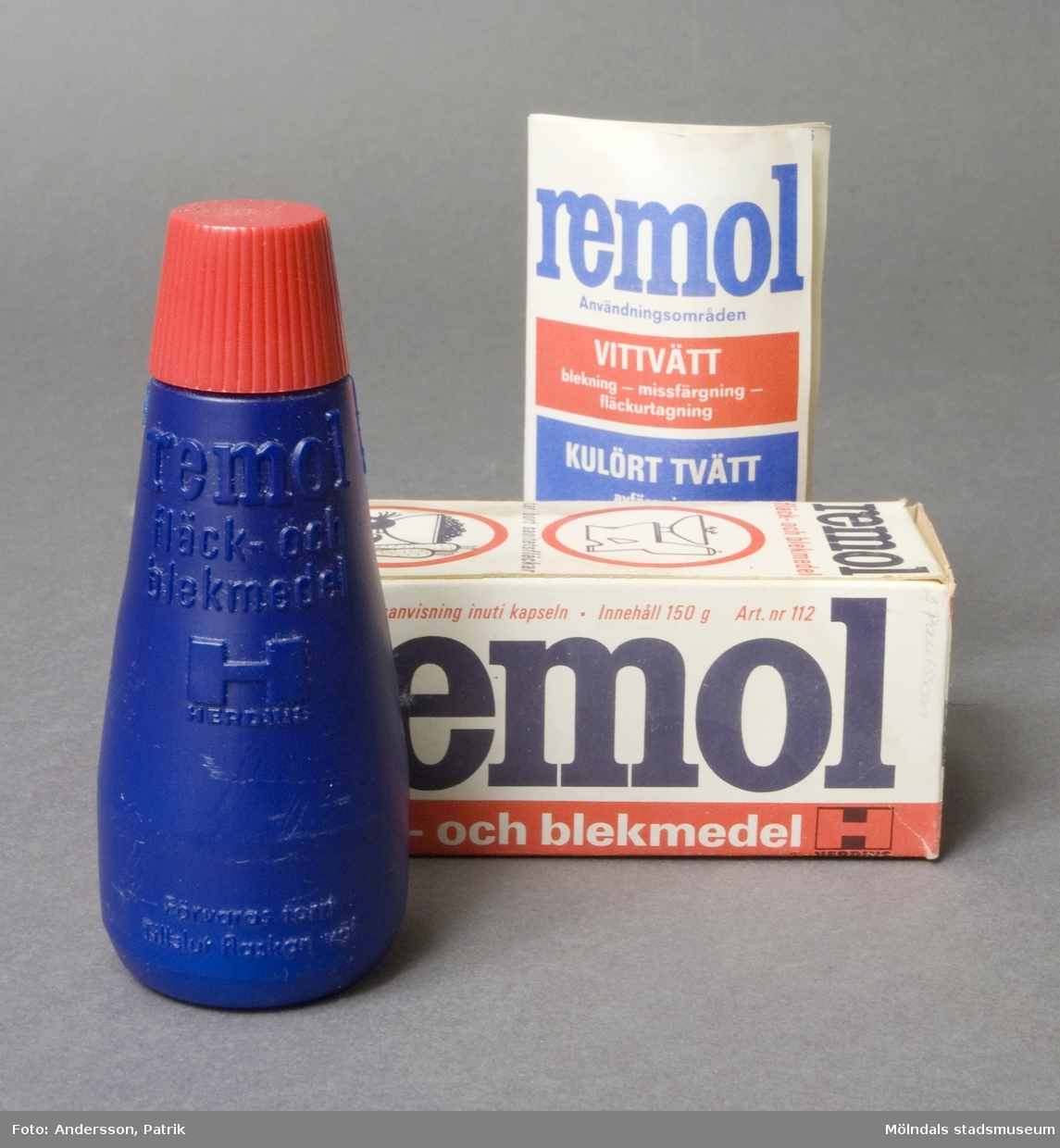
Remol

Remol är ett fläck-, blek- och avfärgningsmedel för textilier som tillverkades av Herdins.
Försäljningen av Remol har upphört.
Remol innehåller bland annat natriumditionit och natriumkarbonat. På grund av produktens svavelinnehåll har den en obehaglig stark och frän doft.
Remol är ett så kallat reduktivt blekmedel som reducerar de färgade molekylerna (kromoforerna).